# نيشان أدولف الناساوي
وسام الاستحقاق المدني والعسكري لأدولف ناسو (الفرنسية: وسام الاستحقاق المدني والعسكري لأدولف ناسو) هو وسام الاستحقاق الصادر عن دوقية لوكسمبورغ لتقديم خدمات جديرة بالتقدير إلى الدوق الأكبر،). وبيت الدوقية الكبرى، ولوكسمبورغ. وقد تأسس في عام 1858 بترتيب الفروسية لدوقية ناسو من قبل أدولف من ناسو تكريما لاسم جده، أدولف، كونت ناساو، العضو الوحيد في أسرة ناسو الذي كان ملك ألمانيا الرومانية. بعد أن تم ضم دوقية ناسو إلى بروسيا في عام 1866 وأصبح أدولف دوق لوكسمبورغ الأكبر في عام 1890، وقد أعاد إحياء الأمر باعتباره وسام الاستحقاق.

## درجات
يتكون الترتيب من ثماني درجات، مع صليبين وثلاث ميداليات ملحقة بالترتيب:
1. الصليب الكبير - يرتدي الشارة ذات التاج على وشاح على الكتف الأيمن، واللوحة الموجودة على الصندوق الأيسر (على عكس النسخة المدنية، تحمل النسخة العسكرية من الصليب الكبير سيفين على شارته ولوحة)؛
2. الضابط الكبير - يرتدي الشارة ذات التاج على العنق واللوحة على الصدر الأيسر؛
3. قائد التاج - يرتدي الشارة مع تاج على رقبة؛
4. القائد (ذكر) / صليب الشرف للسيدات (أنثى) - يرتدي الرجال الشارة على العنق؛ ترتدي النساء الشارة مع تاج على شريط مربوط كقوس في الصدر الأيسر (تاج صليب الشرف للسيدات أصغر قليلاً والوشاح مختلف قليلاً عن تاج قائد التاج، والشارة تحمل أربعة رسائل من الخارج)؛
5. ضابط التاج - يرتدي شارة تاج على شريط صدر مع وردة على الصدر الأيسر؛
6. الضابط - يرتدي الشارة على شريط الصدر مع وردة على الصدر الأيسر؛
7. فارس التاج - يرتدي الشارة ذات التاج على شريط الصدر على الصدر الأيسر؛
8. فارس - يرتدي الشارة الموجودة على شريط الصدر الموجود على الصدر الأيسر؛

ينتمي أعضاء الفرقة إما إلى القسم المدني أو القسم العسكري. دوق لوكسمبورغ الأكبر هو سيد النظام.
وترفق بالترتيب الصلبان والميداليات التالية:
- الصلبان بالذهب والفضة - يرتدي الصليب على شريط على الصدر الأيسر؛
- الميداليات الذهبية والفضية والبرونزية - يرتدي الميدالية على شريط على الصندوق الأيسر.

الميداليات والصلبان لا تمنح العضوية في الترتيب للمتلقي.
يمكن أيضًا للأجانب أن يكونوا أعضاء في النظام، وهو شائع كجائزة دبلوماسية. تم استخدام الأمر أيضًا في الحرب العالمية الثانية لمكافأة حفنة من ضباط الحلفاء الذين ساعدوا في تحرير لوكسمبورغ من حكم ألمانيا النازية. بسبب صغر حجم لوكسمبورغ، ودورها البسيط كمسرح للحملات، لم يتم منح عضوية النظام في كثير من الأحيان مثل غيرها من الجوائز الكبرى في الحرب العالمية الثانية، مثل صليب الحرب.

## شارة

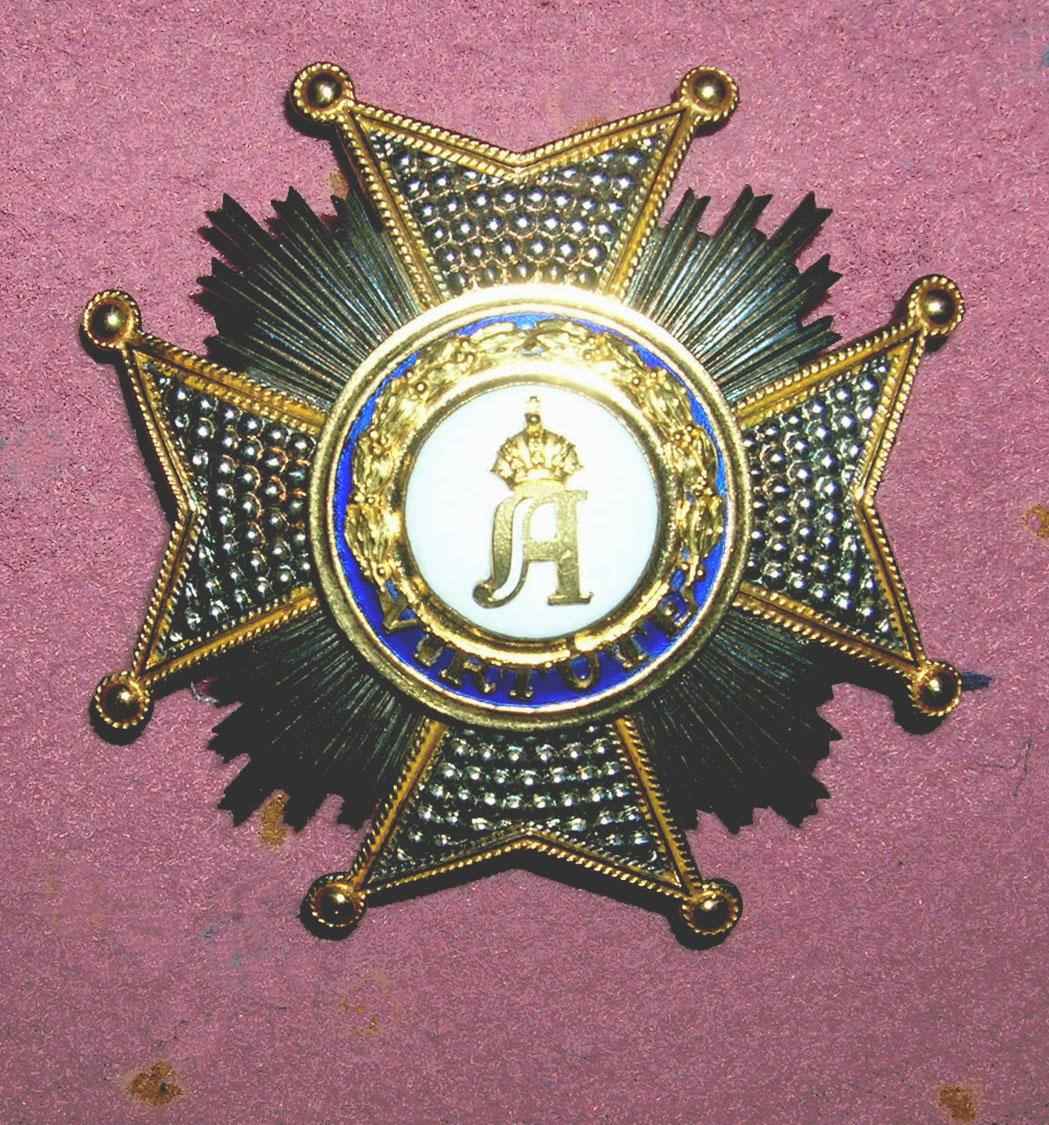
درع ضابط كبير

- شارة الطلب عبارة عن صليب ذهبي، مطلي بالمينا باللون الأبيض وبه ثماني نقاط، تنتهي كل منها بلؤلؤة ذهبية. القرص المركزي للجهة الأمامية يحمل الحرف الذهبي «أ» بالخط القوطي المتوج بالتاج الإمبراطوري. الكل محاط بتاج من الغار على خلفية مطلية بالمينا الزرقاء عليها نقش شعار «الفضيلة» بأحرف ذهبية. يوجد على الجانب الآخر النقوش "1292" (في تلك السنة التي توج فيها أدولف ناساو-ويلبورغ ملكًا على الرومان) و "1858" (كانت هذه سنة إنشاء الأمر من قبل أدولف، دوق ناسو)، في حروف ذهبية على خلفية مطلية بالمينا البيضاء. تُظهر الفرقة العسكرية سيفين متقاطعين إضافيين تحت الرصيعة المركزية. فئات التاج لها تاج ذهبي مثبت فوق الشارة
- اللوحة (نجمة الصدر) الخاصة بالتقسيم المدني للنظام هي (الصليب الكبير) نجمة فضية الأوجه ذات الأوجه الثمانية، أو (بالنسبة إلى الضابط كبير) صليب مالطي فضي مع أشعة الفضة بين الذراعين. القرص المركزي هو نفسه الموجود على الشارة. تُظهر لوحة الفرقة العسكرية سيفين متقاطعين إضافيين تحت الميدالية المركزية، مع مقابض ذهبية وشفرات فضية، وتُظهر الشارة المقابلة سيفين متقاطعين من الذهب.
- تم تشكيل الصليب بنفس شكل الدفعة، ولكنه غير مطلي بالمينا، ومصنوع من الذهب أو الفضة.
- الميدالية مستديرة الشكل، مصنوعة من الذهب والفضة أو البرونز، وعليها صورة أدولف دوق ناسو.
- شريط النظام هو تموج في النسيج الأزرق مع شريط برتقالي صغير عند كل حافة.

| Ribbon bars   | Ribbon bars | Ribbon bars | Ribbon bars               |
| ------------- | ----------- | ----------- | ------------------------- |
| الصليب الكبير | ضابط كبير   | قائد التاج  | قائد / صليب الشرف للسيدات |
| ضابط التاج    | ضابط        | فارس التاج  | فارس                      |

## معايير الجائزة
«الأوسمة الفخرية لدوقية لكسمبرغ الكبرى»
وسام الاستحقاق المدني والعسكري لأدولف ناسو يعترف، بالإضافة إلى رؤساء الدول الأجنبية، بالأفراد على خدمتهم الجديرة بالتقدير للدوق الأكبر، وبيت الدوق الأكبر ولوكسمبورغ، فضلاً عن ولائهم المتميز للمبنى الكبير. دوق أو منزله. تكافئ الوسيلة أيضًا أولئك الذين تفوقوا في الفنون والعلوم، كما تكافئ المقيمين في لوكسمبورغ أو الرعايا الأجانب كدليل على الإحسان
«تُمنح جميع درجات وسام الاستحقاق المدني والعسكري لأدولف ناساو بموجب مرسوم موقع من الدوق الأكبر ويوقعه مستشار الأمر. وعندما يُمنح الأمر رعايا أجانب، فإن موافقة الحكومة الأجنبية يجب البحث عنه»

## أمراء لوكسمبورغ
بموجب النظام الأساسي، فإن الأمراء والأميرات في بيت الدوق الكبير في لوكسمبورغ هم صليبان كبيران بالترتيب بالميلاد، لكنهم لا يرتدون زخرفة النظام حتى يبلغوا 18 عامًا.